# Три женщины (фильм, 1977)
«Три женщины» (англ. 3 Women) — фильм Роберта Олтмена. За роль Милли в этом фильме Шелли Дюваль наградили золотой пальмовой ветвью Каннского кинофестиваля.

## Сюжет
Пинки, молодая наивная девушка, поступает на работу в спа при частной клинике. Она интересуется всем происходящим. На работе она знакомится с Милли и относится к ней с восторгом. По стечению обстоятельств Пинки занимает пустующее место в снимаемой Милли квартире, где их хозяйкой является странная Уилли, беременная художница, жена Эдгара. Все три женщины вовлекаются в непростые эмоциональные отношения.

## В ролях
- Шелли Дюваль — Милдред «Милли» Ламморо
- Сисси Спейсек — Милдред «Пинки» Роуз
- Дженис Рул — Уилли Харт
- Роберт Фортир — Эдгар Харт
- Рут Нельсон — миссис Роуз
- Джон Кромвелл — мистер Роуз
- Мэри Карвер — медсестра (в титрах не указана)

## История создания
Олтмен почерпнул сюжет фильма из своего сна, который он не до конца понял, но тем не менее записал, намереваясь снимать без сценария. Компания 20th Century Fox согласилась финансировать фильм с оглядкой на репутацию Олтмена. Сценарий был завершён до съёмок, но, как в большинстве фильмов Олтмена, носил лишь предварительный характер.
Фильм часто демонстрировался по телевидению, постепенно обретя статус культового.